# Manuel Carizza
Manuel Nicolás Carizza (Rosario, 23 de agosto de 1984) es un exjugador argentino de rugby que se desempeñaba como segunda línea.

## Selección nacional
Fue convocado a los Pumas por primera vez en diciembre de 2004, con 20 años y para enfrentar a los Springboks. En total lleva jugados 46 partidos y un try marcado.

### Participaciones en Copas del Mundo
Participó de la Copa Mundial de Nueva Zelanda 2011.
| Mundial                       | Sede          | Resultado        | PJ | Tries |
| ----------------------------- | ------------- | ---------------- | -- | ----- |
| Copa Mundial de Rugby de 2011 | Nueva Zelanda | Cuartos de final | 4  | 0     |

## Palmarés
- Campeón del Sudamericano de Rugby A de 2005 y 2006.
- Campeón de la Copa Desafío de 2011–12.
- Campeón del Top 14 de 2005–06 y 2015–16.